# BL Lacertae-objekt
BL Lacertae-objekt, eller BL Lac-objekt, är aktiva galaxer som varierar mycket i ljusstyrka. De räknas till blazarerna, det vill säga aktiva galaxer som från jordens synvinkel betraktas längs en relativistisk jetstråle rakt ner i galaxens kärna. Typen BL Lac har fått sitt namn från det först upptäckta objektet, blazaren BL Lacertae i stjärnbilden Ödlan.  Den upptäcktes 1929 av den tyske astronomen Cuno Hoffmesiter och klassificerades först som en variabel stjärna, därav variabel-designationen BL Lacertae. 
Det som skiljer BL Lac-objekt från andra aktiva galaxer är att de har mycket snabb variation och en signifikant optisk polarisering. Emissionslinjerna är svaga eller frånvarande. BL Lac-objekten tros vara stora elliptiska men relativt energisvaga radiogalaxer. BL Lac-objekt är den ena huvudgruppen av blazarer, den andra gruppen är OVV-kvasarerna vilka är kraftfulla elliptiska radiogalaxer med breda emissionslinjer.

## Exempel
Exempel på BL Lac-objekt är BL Lacertae själv, OJ 287, AP Librae, PKS 2155-304, PKS 0521-365, Markarian 421, 3C 371, W Comae Berenices, ON 325 samt Markarian 501.